# دهستان جایدشت
دهستان جایدشت، یکی از دهستان‌های بخش جایدشت شهرستان فیروزآباد در استان فارس ایران است. مرکز این دهستان، روستای رودبال است.

## جمعیت
بر پایه سرشماری عمومی نفوس و مسکن در سال ۱۳۹۵، جمعیت دهستان جایدشت برابر با ۷٬۹۵۲ نفر بوده است.